# Villa Paletti
Villa Paletti est un jeu de société réalisé par Bill Payne et publié en 2001 par Zoch. Les joueurs doivent construire la villa la plus haute possible en utilisant des colonnes sans faire écrouler la structure.

## Règle
Chaque joueur choisit une couleur (à deux joueurs, chacun prend 2 couleurs). Les joueurs prennent ensuite leurs pièces en bois (trois minces, une moyenne, et une grosse) et les placent sur le sol. Les joueurs doivent s'accorder sur le meilleur emplacement pour le premier niveau, qui doit être totalement stable et qui doit reposer sur au moins trois colonnes.
Chacun son tour, les joueurs doivent prendre une de leurs colonnes d'un des niveaux à l'exception du niveau le plus haut.
Si un joueur ne peut pas retirer une de ses colonnes, il doit demander à poser le niveau suivant. Chacun de ses adversaires peut contester et déclarer qu'il reste une colonne possible à enlever ; Le premier joueur qui conteste essaye alors d'enlever une colonne du joueur qui a fait la demande :
- s'il parvient à enlever une colonne, celle-ci est retirée du jeu ;
- s'il n'y parvient pas, c'est le contestataire qui perd une de ses colonnes.

Si personne ne s'oppose à la demande du joueur, ce dernier place le nouveau niveau selon les mêmes règles que précédemment : le niveau doit être stable et doit couvrir toutes les colonnes.
Une fois qu'une colonne est posée sur le 2e niveau, le joueur avec le plus de points de colonne (1 point pour les minces, 2 pour les moyennes, 3 pour les grosses) sur le niveau le plus haut devient le maître d'œuvre. À partir de maintenant, si la tour est renversée par un autre joueur, le maître d'œuvre gagne ; si c'est lui qui renverse la tour, c'est le ma^tre d'œuvre précédent qui gagne. Si la tour s'effondre avant qu'une colonne soit placée sur le 2e niveau, ou si le premier leader renverse la tour, personne ne gagne.

## Récompense

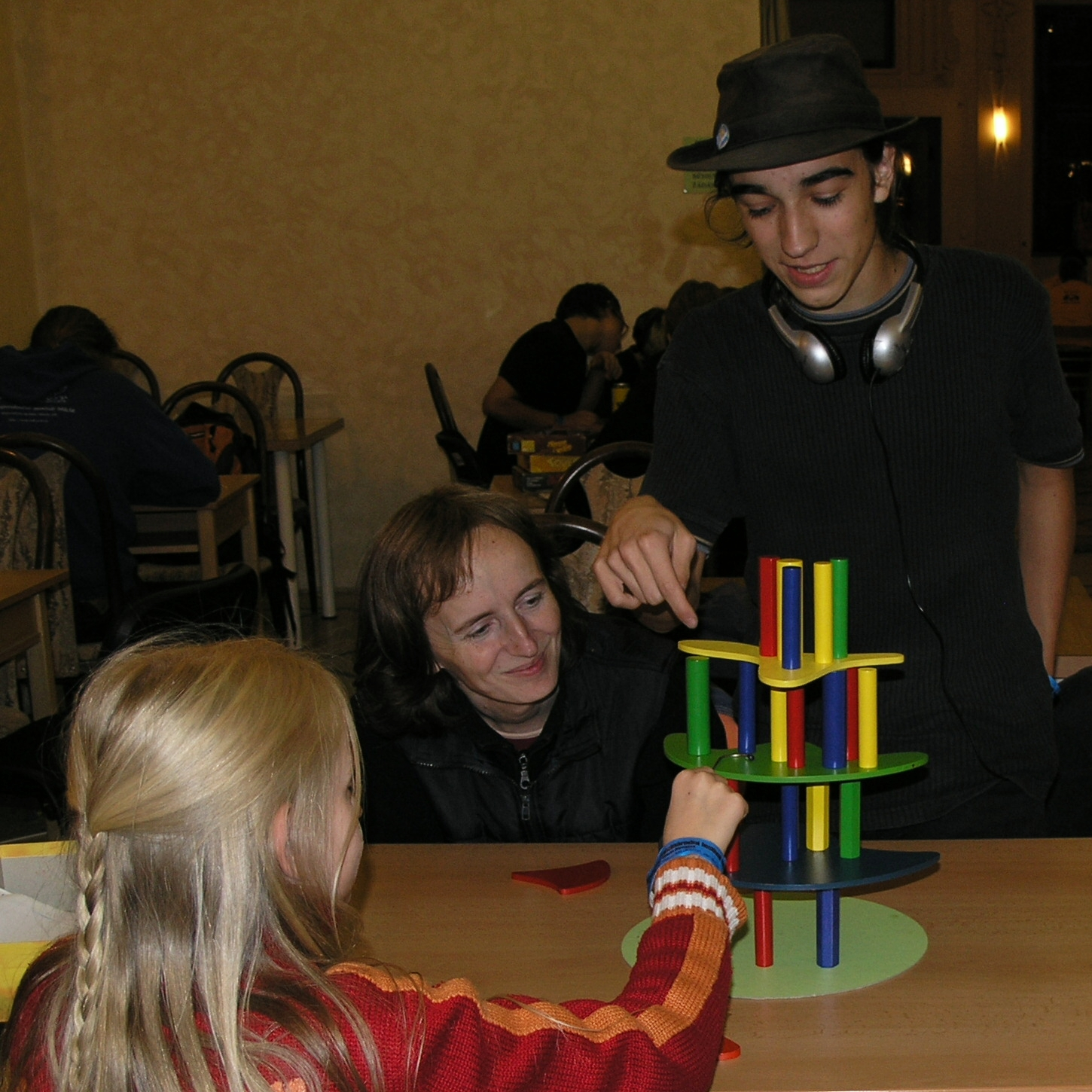
Villa Paletti

- Spiel des Jahres  2002

## Palazzo Paletti
Une version maxi est également disponible : Palazzo Paletti. Elle est surtout utilisée en animation.

## L'auteur
Bill Payne est canadien. Il est cuisinier de profession et déclare volontiers que son jeu lui a été inspiré par les plats à tarte qu'il manipulait.